# Jurica Ružić
Jurica Ruzić né le 21 septembre 1977 à Zadar en Croatie est un joueur de Basketball professionnel.

## Clubs
- 1995-2001 :  KK Zadar (1er division)
- 2001-2002 :  Coop Nord Est Trieste (Lega A)

puis  KK Zadar (1er division)
- 2002-2003 :  Go-Pass Pepinster (Division 1)
- 2003-2006 :  Le Mans Sarthe Basket (Pro A)
- 2006-2007 :  Besançon BCD (Pro A)
- 2007-2008 :  KK Zagreb (1er division)
- 2008 :  KK Borik (1er division)
- 2008-2010 :  HKK Široki (Super Liga)
- 2011 :  KK Borik (1er division)

## Palmarès

### Club
- Championnat de France en 2006
- Vainqueur de la Semaine des As en 2006
- Vainqueur de la Coupe de France en 2004
- Vainqueur de la Coupe de Croatie en 1998 et 2000

### Sélection nationale
- Championnat d'Europe masculin de basket-ball
  - Championnat d'Europe 1999 en France
  - Participation au Championnat d'Europe des 22 ans et moins en 1998
- International croate de 1998 à 2000

### Distinctions personnelles
- Nommé MVP du Championnat de Croatie Juniors en 1994
- Participation au All Star Game croate 2001